# Боргоне-Суза
Боргоне-Суза (італ. Borgone Susa, п'єм. Borgon) — муніципалітет в Італії, у регіоні П'ємонт,  метрополійне місто Турин. Боргоне-Суза розташоване на відстані близько 560 км на північний захід від Рима, 37 км на захід від Турина. Населення — 2252 особи (2014). Щорічний фестиваль відбувається 6 грудня. Покровитель — святий Миколай.

## Демографія
Населення за роками:

Станом на 1 січня 2023 року в муніципалітеті офіційно проживало 113 іноземців з 17 країн, серед них 64 громадяни країн Євросоюзу.

## Сусідні муніципалітети
- Кондове
- Сан-Дідеро
- Сант'Антоніно-ді-Суза
- Віллар-Фокк'ярдо